# Torneo Apertura Primera División de Guatemala 2009
Para el Torneo Apertura 2009 de la Primera División de Guatemala se han confirmado la participación de 20 equipos.

## Mecánica del torneo
El torneo de apertura, es el comienzo de la temporada 2009-2010 del fútbol profesional en Guatemala. La liga de Primera División está conformada por veinte equipos que se organizan en dos grupos de acuerdo a la región donde se ubican ya sea nororiente o suroccidente. La primera fase del torneo enfrenta entre sí a todos los equipos participantes, y avanzan a la fase final (torneo final a eliminación directa) los cuatro mejores equipos de cada grupo pasan enfrentándose contra el grupo opuesto según su clasificación en su respectivo grupo.

## Tablas de posiciones

### Grupo "A"
| Tabla de Clasificación |                       |     |    |    |    |    |    |    |     |
| Pos.                   | Equipo                | PTS | JJ | JG | JE | JP | GF | GC | DG  |
| 1                      | Deportivo San Pedro   | 39  | 18 | 12 | 3  | 3  | 31 | 20 | +11 |
| 2                      | Deportivo Malacateco  | 37  | 18 | 12 | 1  | 5  | 38 | 23 | +15 |
| 3                      | Deportivo Coatepeque  | 31  | 18 | 9  | 4  | 5  | 31 | 21 | +10 |
| 4                      | Juventud Escuintleca  | 28  | 18 | 9  | 1  | 8  | 25 | 22 | +3  |
| 5                      | Aurora F.C.           | 26  | 18 | 2  | 2  | 8  | 26 | 24 | +2  |
| 6                      | America Chimaltenango | 22  | 18 | 6  | 4  | 8  | 17 | 24 | -7  |
| 7                      | Puerto de Iztapa F.C. | 20  | 18 | 5  | 5  | 8  | 22 | 26 | -4  |
| 8                      | CSD Mixco             | 20  | 18 | 6  | 2  | 10 | 26 | 35 | -9  |
| 9                      | Antigua GFC           | 16  | 18 | 3  | 7  | 8  | 15 | 26 | -11 |
| 10                     | Dep. Nueva Concepción | 16  | 18 | 5  | 1  | 12 | 13 | 24 | -11 |

| PTS – Puntos ; JJ - Juegos Jugados; JG - Juegos Ganados; JE - Juegos Empatados; JP - Juegos Perdidos; GA – Goles a Favor; GE – Goles en Contra; GD – Diferencia de Goles |

- Clasificados a la fase final

### Goleadores
| N.º | Jugador           | Goles | Penales | Asistencias | Equipo              |
| 1   | Daniel Pedroza    | 7     | 0       | 0           | Coatepeque          |
| 2   | Oscarito Sandoval | 6     | 0       | 0           | Deportivo San Pedro |
| 2   | Edgar Arriaza     | 6     | 0       | 0           | Deportivo San Pedro |
| 3   | Marvel Aragón     | 5     | 0       | 0           | Mixco               |
| --- | ----------------- | ----- | ------- | ----------- | ------------------- |

### Grupo "B"
| Tabla de Clasificación |                       |     |    |    |    |    |    |    |     |
| Pos.                   | Equipo                | PTS | JJ | JG | JE | JP | GF | GC | DG  |
| 1                      | Deportivo Petapa      | 21  | 10 | 7  | 0  | 3  | 22 | 9  | +13 |
| 2                      | Achuapa-Jutiapa       | 19  | 10 | 6  | 1  | 3  | 19 | 12 | +7  |
| 3                      | Deportivo Guastatoya  | 19  | 10 | 4  | 4  | 2  | 15 | 11 | +4  |
| 4                      | Cobán Imperial        | 15  | 10 | 3  | 6  | 1  | 22 | 19 | +3  |
| 5                      | Deportivo San Benito  | 15  | 10 | 5  | 0  | 5  | 16 | 22 | -6  |
| 6                      | Deportivo Carchá      | 14  | 10 | 4  | 2  | 4  | 15 | 16 | -1  |
| 7                      | Deportivo Teculután   | 13  | 10 | 4  | 1  | 5  | 17 | 14 | -3  |
| 8                      | Deportivo Mictlán     | 11  | 10 | 3  | 2  | 5  | 11 | 17 | -6  |
| 9                      | Deportivo Sacachispas | 9   | 10 | 3  | 0  | 7  | 11 | 19 | -8  |
| 10                     | Izabal JC             | 9   | 10 | 3  | 0  | 7  | 7  | 16 | -9  |

| PTS – Puntos ; JJ - Juegos Jugados; JG - Juegos Ganados; JE - Juegos Empatados; JP - Juegos Perdidos; GA – Goles a Favor; GE – Goles en Contra; GD – Diferencia de Goles |

- Clasificados a la fase final

### Goleadores
| N.º | Jugador              | Goles | Penales | Asistencias | Equipo                     |
| 1   | Carlos Asprilla      | 12    | 0       | 0           | Deportivo Petapa           |
| 2   | David Tores          | 7     | 0       | 0           | Achuapa-Jutiapa            |
| 3   | Luis Fernando Valdez | 5     | 0       | 0           | Club Deportivo Sacachispas |
| --- | -------------------- | ----- | ------- | ----------- | -------------------------- |

## Fase final
|  | Cuartos de final     | Cuartos de final     | Cuartos de final     |   |                      | Semifinales          | Semifinales          | Semifinales          |  |  | Final               | Final               | Final               |
|  | 18 y 22 de noviembre | 18 y 22 de noviembre | 18 y 22 de noviembre |   |                      | 25 y 29 de noviembre | 25 y 29 de noviembre | 25 y 29 de noviembre |  |  | 6 y 13 de diciembre | 6 y 13 de diciembre | 6 y 13 de diciembre |
|  |                      |                      |                      |   |                      |                      |                      |                      |  |  |                     |                     |                     |
|  | Juventud Escuintleca | 4                    | 0                    |   |                      |                      |                      |                      |  |  |                     |                     |                     |
|  | Petapa F.C.          | 0                    | 3                    |   |                      |                      |                      |                      |  |  |                     |                     |                     |
|  | Petapa F.C.          | 0                    | 3                    |   | Juventud Escuintleca | 1                    | 1                    |                      |  |  |                     |                     |                     |
|  |                      |                      |                      |   | Juventud Escuintleca | 1                    | 1                    |                      |  |  |                     |                     |                     |
|  |                      | Dep. Mictlan         | 0                    | 4 |                      |                      |                      |                      |  |  |                     |                     |                     |
|  | Dep. Coatepeque      | Dep. Mictlan         | 0                    | 4 | 2                    | 2                    |                      |                      |  |  |                     |                     |                     |
|  | Dep. Coatepeque      |                      |                      |   | 2                    | 2                    |                      |                      |  |  |                     |                     |                     |
|  | Dep. Mictlan         | 3                    | 1                    |   |                      |                      |                      |                      |  |  |                     |                     |                     |
|  |                      |                      |                      |   |                      |                      |                      |                      |  |  | Dep. Mictlan        | 1                   | 1                   |
|  |                      |                      | Dep. Malacateco      | 1 | 5                    |                      |                      |                      |  |  |                     |                     |                     |
|  | Dep. San Benito      | 1                    | 0                    |   |                      |                      |                      |                      |  |  |                     |                     |                     |
|  | Dep. Malacateco      | 1                    | 4                    |   |                      |                      |                      |                      |  |  |                     |                     |                     |
|  | Dep. Malacateco      | 1                    | 4                    |   | Dep. Malacateco      | 4                    | 1                    |                      |  |  |                     |                     |                     |
|  |                      |                      |                      |   | Dep. Malacateco      | 4                    | 1                    |                      |  |  |                     |                     |                     |
|  |                      | Dep. San Pedro       | 0                    | 3 |                      |                      |                      |                      |  |  |                     |                     |                     |
|  | Dep. Achuapa         | Dep. San Pedro       | 0                    | 3 | 1                    | 0                    |                      |                      |  |  |                     |                     |                     |
|  | Dep. Achuapa         |                      |                      |   | 1                    | 0                    |                      |                      |  |  |                     |                     |                     |
|  | Dep. San Pedro       | 0                    | 5                    |   |                      |                      |                      |                      |  |  |                     |                     |                     |

| Primera División Campeón Apertura 2009 Deportivo Malacateco Tercer título |